# Temporada de furacões no Atlântico de 1852
A temporada de furacões no Atlântico de 1852 foi uma das três únicas temporadas de furacões no Atlântico em que todos os ciclones tropicais conhecidos atingiram o status de furacões. Cinco ciclones tropicais foram relatados durante a temporada, que durou do final de agosto até meados de outubro; essas datas estão dentro da faixa de maior atividade de ciclones tropicais do Atlântico, e nenhum dos ciclones coexistiu com outro. Embora houvesse oficialmente cinco ciclones tropicais na temporada, o estudioso de furacões Michael Chenoweth avaliou dois dos ciclones como sendo a mesma tempestade. Pode ter havido outros ciclones tropicais não confirmados durante a temporada, já que o meteorologista Christopher Landsea estimou que até seis tempestades foram perdidas a cada ano no banco de dados oficial; esta estimativa deveu-se ao pequeno tamanho do ciclone tropical, relatórios esparsos de navios e costas relativamente despovoadas.

## Resumo da temporada
Todos os ciclones tropicais da temporada tiveram o status de furacões, ou com ventos a ou mais de 119 km/h (74 mph). Em apenas duas outras temporadas, todos os ciclones atingiram o status de furacão; esses anos foram 1858 e 1884.  Todos os cinco ciclones afetaram a terra; a mais forte foi a primeira tempestade, que causou graves danos e perda de vidas ao atingir a costa perto da fronteira entre o Mississippi e o Alabama. A segunda tempestade da temporada atingiu Porto Rico, onde causou mais de 100 mortes, principalmente por inundações. Em meados de setembro, a terceira tempestade atravessou a Flórida com fortes rajadas de vento e chuvas leves, e uma semana depois a quarta tempestade passou por cima ou ao norte das Pequenas e Grandes Antilhas. A última tempestade atingiu o Panhandle da Flórida, embora os danos tenham sido menores do que o esperado.

## Sistemas

### Furacão Um
O Grande Furacão Móvel de 1852 foi o primeiro ciclone tropical do ano. Foi observado pela primeira vez em 19 de agosto por volta de 140 milhas (230 km) ao norte de Porto Rico. Ele seguiu um movimento de oeste-noroeste antes de passar pelas Bahamas, quando atingiu o status de furacão em 20 de agosto. Depois de passar paralelamente à costa norte de Cuba, a tempestade passou entre Dry Tortugas e Key West, Flórida, em 22 de agosto, e dois dias depois estima-se que o furacão atingiu ventos máximos de 185 km/h (115 mph). A tempestade diminuiu em 25 de agosto antes de virar para o norte e, no início de 26 de agosto, atingiu a costa perto de Pascagoula, Mississippi, com força máxima, e o furacão enfraqueceu rapidamente para o status de tempestade tropical à medida que acelerava para leste-nordeste. Em 28 de agosto emergiu no Oceano Atlântico a partir da Carolina do Sul e, após virar para o nordeste, foi observado pela última vez em 30 de agosto por volta de 130 milhas (200 km) a sudeste de Cape Cod.
Em Florida Keys, ondas fortes forçaram vários navios a desembarcar, deixando alguns danificados. Ondas fortes criaram quatro novos canais nas Ilhas Chandeleur, e a passagem da tempestade também destruiu o farol da ilha; os três guardiões foram encontrados três dias depois. Duas escunas também foram arrastadas para a costa ao longo da Ilha Cat. O furacão produziu uma maré de tempestade estimada em 12 pés (3,7 m) em Mobile, Alabama, onde ventos fortes danificaram grande parte da cidade, deixando a maioria das casas destruídas. Árvores foram derrubadas até 30 milhas (50 km) para o interior, e as áreas costeiras foram inundadas. Os danos ao longo da costa foram estimados em $ 1 milhões (1852 USD, $ 26 milhões 2008 USD), e várias pessoas morreram. Ao cruzar o sudeste dos Estados Unidos, a tempestade trouxe chuvas leves, mas ventos moderadamente fortes; em Charleston, Carolina do Sul, a tempestade destruiu várias pontes e campos de cultivo.

### Furacão Dois
Furacão San Lorenzo de 1852
No início de 5 de setembro, um furacão foi observado pela primeira vez cerca de 65 milhas (110 km) ao sudeste de Christiansted nas Ilhas Virgens Dinamarquesas.  Um meteorologista avaliou que o furacão estava localizado perto de Antígua em 3 de setembro. Seguindo constantemente para oeste-noroeste, ele rapidamente se moveu para a costa perto de Ponce, Porto Rico, com ventos estimados em 130 km/h (80 mph). Depois de cruzar o sudoeste de Porto Rico, o furacão emergiu na Passagem de Mona como uma tempestade tropical. No final de 5 de setembro, atingiu a costa leste da República Dominicana ; enfraqueceu rapidamente sobre Hispaniola, dissipando-se em 6 de setembro sobre a parte noroeste da ilha.  Uma avaliação do estudioso Michael Chenoweth em 2006 indicou que esta tempestade foi a mesma do próximo furacão, continuando para o noroeste e finalmente atingindo o Golfo do México. Por não ser considerado o mesmo ciclone no banco de dados oficial de furacões,  este furacão e o seguinte são listados separadamente. Lá, a passagem da tempestade causou fortes inundações, que destruíram grandes quantidades de plantações e danificaram várias estradas. Os danos causados pela tempestade foram maiores entre Guayanilla e Mayagüez. Mais de 100 pessoas foram mortas em Porto Rico, muitas das quais morreram devido a inundações.

### Furacão Três
Um furacão foi localizado no centro do Golfo do México em 9 de setembro,  potencialmente o mesmo furacão da tempestade anterior. Ele seguiu geralmente para o leste em direção à costa da Flórida, com sua estimativa de intensidade do furacão baseada em dois relatórios de navios. Por volta das 0000 UTC em 12 de setembro, ele se moveu para a costa perto de Clearwater, Flórida como um furacão mínimo, com uma pressão barométrica central mínima estimada de 985 mbar. Acelerando para leste-nordeste ao cruzar o estado, o ciclone emergiu no Oceano Atlântico como uma tempestade tropical enfraquecida antes de recuperar o status de furacão em 13 de setembro. Mais tarde naquele dia, foi observado pela última vez cerca de 250 milhas (400 km) leste-sudeste do Cabo Hatteras.
Um posto em Fort Meade, Flórida, relatou pelo menos 0,55 emnbsp;in (14 mm) de chuva durante a passagem da tempestade. O furacão foi considerado "violento" e estima-se que as rajadas atingiram a força de um furacão. O mar agitado e os ventos fortes de leste encalharam uma embarcação perto de St. Augustine.

### Furacão Quatro
Em 22 de setembro, uma tempestade tropical foi localizada a cerca de 200 milhas (330 km) a leste de Guadalupe. Com um caminho constante de oeste-noroeste, a tempestade atravessou o norte das Pequenas Antilhas em 23 de setembro, durante o qual se intensificou em um furacão. Passou a uma curta distância ao norte de Porto Rico e da República Dominicana, atingindo seu pico de intensidade de 90 mph (150 quilômetros). No final de 26 de setembro, o furacão virou para noroeste, atravessando as ilhas Turks e Caicos e o leste das Bahamas. Recurvando para norte-nordeste, o ciclone moveu-se para águas abertas e foi classificado pela última vez como um ciclone tropical em 30 de setembro de 390 mi (630 km) a leste do Cabo Hatteras.  No entanto, um pesquisador de furacões avaliou que o furacão durou até 3 de outubro, com o ciclone virando para o leste e se dissipando perto dos Açores.

### Furacão Cinco
Um furacão moderadamente forte com ventos de 169 km/h (105 mph) foi visto pela primeira vez em 6 de outubro a leste da Jamaica. Passando a uma curta distância ao sul da ilha, o furacão seguiu para noroeste e roçou a Península de Yucatán antes de virar para norte-nordeste no Golfo do México.  No final de 9 de outubro, atingiu a costa a uma curta distância a leste de Apalachicola, Flórida, com ventos de pico com uma pressão estimada de 969 mbar. Enfraquecendo rapidamente para o status de tempestade tropical, o ciclone continuou para o nordeste e emergiu no Oceano Atlântico da Carolina do Norte em 11 de outubro. Mais tarde naquele dia, foi observado pela última vez cerca de 250 milhas (400 km) a sudeste de Cape Cod.
Grandes danos foram relatados na Jamaica. Ao fazer landfall na Flórida, o furacão produziu um 7 pés (2 m) maré de tempestade, e na Geórgia, ventos com força de furacão se estenderam para a porção sudoeste do estado,  enquanto ventos com força de tempestade tropical ocorreram ao longo da costa. No estado, ventos moderados danificaram árvores e telhados, embora a destruição tenha sido menor do que o previsto.